# Opération Underworld

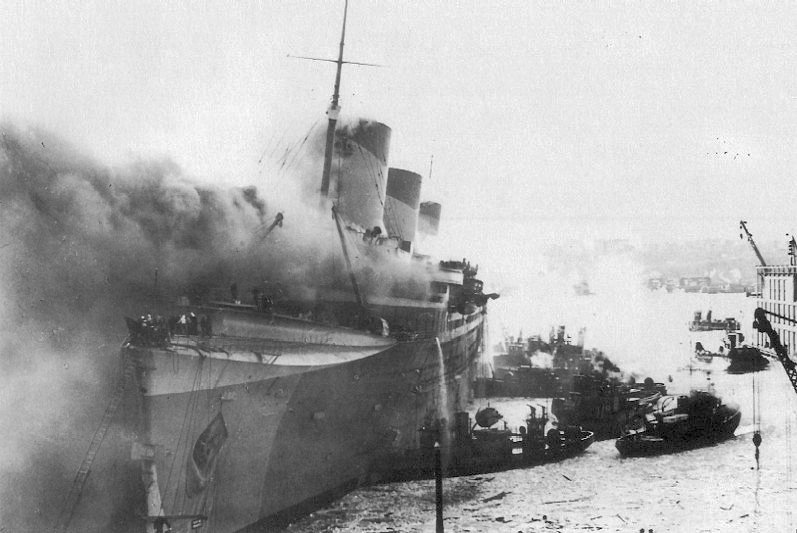
Le USS Lafayette (ex Normandie) en feu dans le port de New York (1942)

L'operation Underworld est le nom de code d'une opération du gouvernement fédéral des États-Unis pour la coopération entre les responsables mafieux italiens et juifs de 1942 à 1945 dans le cadre de la lutte contre les espions et les saboteurs de l'Axe Rome-Berlin-Tokyo le long des ports nord-américains, éviter les grèves syndicales en temps de guerre et limiter les vols de fournitures et de matériel de guerre.

## Contexte
Dans les trois premiers mois après l'attaque de Pearl Harbor le 7 décembre 1941, les États-Unis perdent 120 navires marchands du fait des sous-marins et aux raiders (en) allemands lors de la bataille de l'Atlantique et en février 1942, le navire de croisière USS Lafayette  (anciennement Normandie) est saboté dans le port de New York par un incendie criminel. Le chef de la mafia locale, Albert Anastasia, revendique la responsabilité du sabotage bien qu'après guerre, la perte du Lafayette  apparaît plutôt comme un accident.

## L'opération
Néanmoins, à l'époque, les craintes de sabotage ou de perturbation du front de mer conduisent le commandant Charles R. Haffenden du troisième district naval de l'Office of Naval Intelligence (ONI) à New York à mettre en place une unité de sécurité spéciale. Il demande l'aide de Joseph Lanza qui dirige le Fulton Fish Market pour obtenir des renseignements, contrôler les syndicats et identifier les possibles opérations de ravitaillement et de réapprovisionnement des sous-marins allemands grâce aux pêcheurs.
Pour couvrir les activités de Lanza, Lucky Luciano — un des principaux chefs des cinq familles criminelles de la mafia de New York — est approché et ce dernier accepte de coopérer avec les autorités dans l'espoir d'une libération anticipée. Luciano est alors emprisonné à la prison de Dannemora, purgeant une peine de 30 à 50 ans pour avoir organisé un réseau de prostitution. Pour sa coopération, il est transféré dans une prison plus confortable de Great Meadows en mai 1942.
L'influence de Luciano dans l'arrêt des supposés sabotages reste floue, mais les grèves sur les quais s'arrêtent après que l'avocat de Luciano, Moses Polakoff, contacte des personnalités influentes des dockeurs et de leurs syndicats. En 1946, la peine de Luciano est commuée — après avoir purgé 9 ans et demi — et il est envoyé dans son Italie natale.

## Postérité
La coopération entre la mafia italienne et le gouvernement américain sera aussi utilisé lors de l'opération Husky notamment.